# Vabby
Vabby (finska: Vappula) är en stadsdel i Lojo stad i Finland. Vabby är beläget cirka 5 km söder om Lojo stads centrum.
Bebyggelsen består mest av egnahem. Det finns också en förskola i stadsdelen. I Vabby fanns också tidigare en liten skola.